# Golestan
Golestan (perz. گلستان; Golestān, punim imenom استان گلستان; Ostān-e Golestān) je jedna od 31 iranske pokrajine. Smještena je na sjeveru zemlje, a omeđena je Sjevernim Horasanom na istoku, Semnanskom pokrajinom i Mazandaranom na jugu, Kaspijskim jezerom na zapadu, te suverenom državom Turkmenistan na sjeveru. Golestan ima površinu od 20.195 km², a prema popisu stanovništva iz 2006. godine u pokrajini je živjelo 1,617.087 stanovnika. Sjedište Golestana je grad Gorgan.

## Okruzi
- Aliabadski okrug
- Akalski okrug
- Azadšaherski okrug
- Galikeški okrug
- Gaški okrug
- Gomišanski okrug
- Gonbad-e Kabuški okrug
- Gorganski okrug
- Kalalski okrug
- Kurdkujski okrug
- Marave-Tapski okrug
- Minudaštanski okrug
- Ramijanski okrug
- Turkamanski okrug

## Vanjske poveznice
- (perz.) Službene stranice Golestana  Arhivirana inačica izvorne stranice od 24. veljače 2011. (Wayback Machine)

Ostali projekti
|  | Zajednički poslužitelj ima još gradiva o temi Golestan |